# Merveilles
merveilles (merveilles?) è il secondo album della band visual kei giapponese MALICE MIZER. È stato pubblicato il 19 marzo 1998 dalla label major Nippon Columbia.
L'album è considerato una pietra miliare del genere visual kei poiché condensa in sé una grande quantità di generi musicali (dal pop più brillante all'industrial più oscuro) uniti con un'immagine particolarmente forte dei componenti della band (seminale per il sottogenere kotokote).
Esistono tre versioni dell'album: la prima stampa è un libro fotografico cartonato in formato B5, tutte le normali edizioni successive sono con custodia jewel case, ed esiste infine un'edizione speciale limitata a 10000 esemplari pubblicata il 28 settembre 2005 e chiamata La Collection "merveilles" -L'edition Limitée- che consiste in un cofanetto contenente un CD (l'album) e tre DVD (due venduti anche separatamente, una raccolta di videoclip ed un live, ed uno realizzato per quest'edizione con contenuti esclusivi).

## Tracce
Tutti i brani sono testo di Gackt Camui e musica di Mana, tranne dove indicato.

Dopo il titolo è indicata fra parentesi "()" la grafia originale del titolo.
1. ~de merveilles (〜de merveilles?) - 1:07 (Mana)
2. Syunikiss ~Nidome no aitō~ (Syunikiss〜二度目の哀悼〜?) - 4:15 (Gackt Camui - Yu~ki)
3. Bel air ~Kūhaku no toki no naka de~ (ヴェル・エール〜空白の瞬間の中で〜?) - 5:33
4. ILLUMINATI (ILLUMINATI?) - 5:13 (Gackt Camui - Közi)
5. Brise (Brise?) - 4:59 (Gackt Camui - Közi)
6. Aegean ~Sugisarishi kaze to tomo ni~ (エーゲ〜過ぎ去りし風と共に〜?) - 4:56
7. au revoir (au revoir?) - 4:52
8. Ju te veux (Ju te veux?) - 4:37 (Gackt Camui - Közi)
9. S-CONSCIOUS (S-CONSCIOUS?) - 3:19
10. Le ciel (Le ciel?) - 4:59 (Gackt Camui)
11. Gekka no yasōkyoku (月下の夜想曲?) - 3:43 (Gackt Camui - Közi)
12. Bois de merveilles (Bois de merveilles?) - 1:54 (Gackt Camui - MALICE MIZER)

### DVD
I seguenti DVD sono contenuti solo nel cofanetto La Collection "merveilles" -L'edition Limitée-; il box stesso che contiene i dischi è un carillon che suona il brano Bois de merveilles.

#### DVD 1
merveilles: cinq (5) parallèle; raccolta di videoclip e gallerie fotografiche pubblicata originariamente il 24 febbraio 1999.
1. Bel air ~Kūhaku no toki no naka de~
2. au revoir
3. Gekka no yasōkyoku
4. ILLUMINATI
5. Le ciel ~Kūhaku no kanata he~

#### DVD 2
merveilles -l'espace-; live pubblicato originariamente il 28 ottobre 1998.
1. Bois de merveilles
2. S-CONSCIOUS
3. ILLUMINATI
4. Mezame no rasen
5. ~de merveilles
6. Syunikiss ~Nidome no aitō~
7. Gekka no yasōkyoku
8. Bel air ~Kūhaku no toki no naka de~
9. Aegean ~Sugisarishi kaze to tomo ni~
10. Hamon/Kyōsōkyoku
11. →<<8>>←
12. Gekka no yasōkyoku de l'image
13. Ju te veux
14. Brise
15. au revoir
16. Le ciel
17. Bois de merveilles

#### DVD 3
Contenuti speciali realizzati per l'anniversario dell'album.

## Singoli
- 06/08/1997 - Bel Air ~Kūhaku no shunkan no naka de~
- 03/12/1997 - au revoir
- 11/02/1998 - Gekka no yasōkyoku
- 20/05/1998 - Illuminati
- 30/09/1998 - Le ciel ~Kūhaku no kanata he~[1]

## Formazione
- Gackt - voce
- Mana - chitarra
- Közi - chitarra
- Yu~ki - basso
- Kami - batteria